# أنمي
أنمي (باليابانية: アニメ، بالروماجي:  anime) هي أعمال الرسوم المتحركة اليابانية، ولها شهرتها حول العالم. كلمة أنمي اليابانية اختصار من كلمة أنميشن الإنجليزية (بالإنجليزية: Animation)، والتي تشير لجميع الرسوم المتحركة، ومنها الكرتون.
كان إنتاج أول أنمي تجاري في سنة 1917، ومنذ ذلك الحين، استمر إنتاج الأنمي، وازدهر هذا المجال.
ملامح رسم الأنمي، بُنيت في الستينات، على أعمال الفنان: أوسامو تيزوكا، وانتشرت عالميا، في أواخر القرن العشرين، واكتسبت جماهير على المستوى المحلي والعالمي. يُنشر، ويُبث، الأنمي عن طريق التلفاز والسينما أو مباشرة للمنازل (عن طريق أقراص دي في دي وبلو راي حاليًا) أو عن طريق الإنترنت.
وينقسم إلى مجالات و تصنيفات عديدة ومتنوعة.

## التاريخ
بدأت مسلسلات الأنمي مع بدايات القرن العشرين عندما جرب منتجو الأفلام اليابانيون بعض تقنيات الرسوم المتحركة التي بدأت بالظهور في فرنسا وألمانيا والولايات المتحدة وروسيا. وأقدم فيلم أنمي معروف أنتج عام 1917 وكان فيلمًا كرتونيًّا مدته دقيقتين عن ساموراي يجرب سيفًا جديدًا فينتهي بفشل مستفحل. وفي الثلاثينات، أصبح الأنمي نوعًا من أنواع السرد القصصي الجديد بالإضافة لكونه وسيلة لإنتاج الأفلام السينمائية التي كانت بدائية في اليابان بسبب ضعف الاستثمار في هذه الصناعة. لذلك نما الأنمي كصناعة لا تحتاج إلى ممثلين غربيين ليؤدوا أدوار شخصيات قصص أوروبية إذ يستطيع المخرج أن يرسم الشخصيات بكلفة منخفضة بدلًا من استئجار الممثلين.

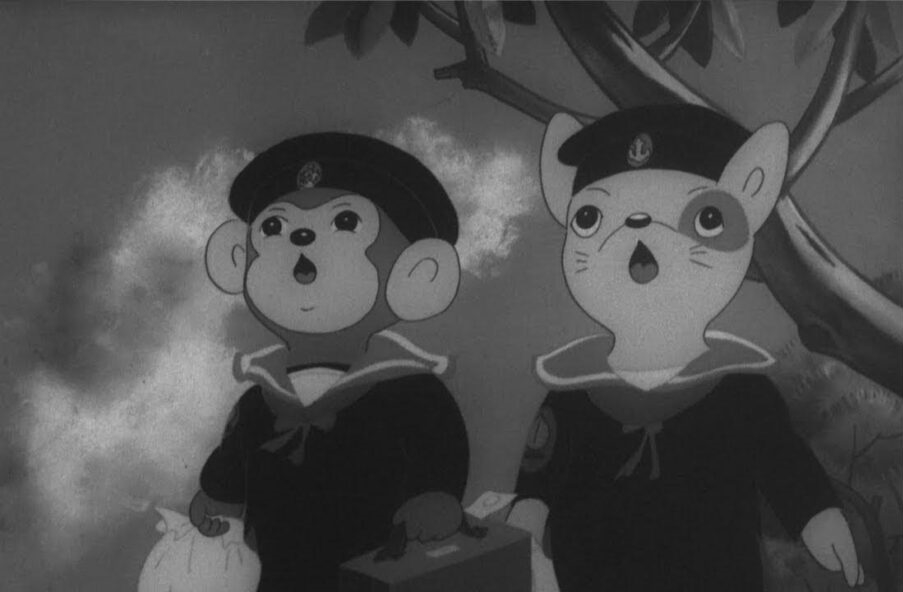
صورة لفيلم أنمي من سنة 1944

وكان نجاح فلم «سنو وايت والأقزام السبعة» والذي أنتجه والت ديزني في عام 1937 دافعا للرسامين اليابانيين، وبخاصة أوسامو تيزوكا، الذي طور أسلوب ديزني وأنتج أفلام رسوم متحركة بتكلفة أقل بكثير عن طريق خفض عدد الأطر المستعملة في اللقطة الواحدة. وفي السبعينات، اشتهرت قصص مجلات المانغا بشكل كبير. فتحولت معظم قصصها إلى أفلام باستعمال تقنيات أوسامو تيزوكا الذي حصل على لقب «الأسطورة» أو «كبير الأنمي». وأصبح أسلوبه ونهجه في الإخراج هما أساس كل أعمال الأنمي الحديثة. وفي الثمانينات أصبح الأنمي أكثر شهرة من المانغا في اليابان وزاد إنتاجه بشكل كبير. وأضحى هناك العديد من الإنتاجات العالمية التي لها لمحات الأنمي.

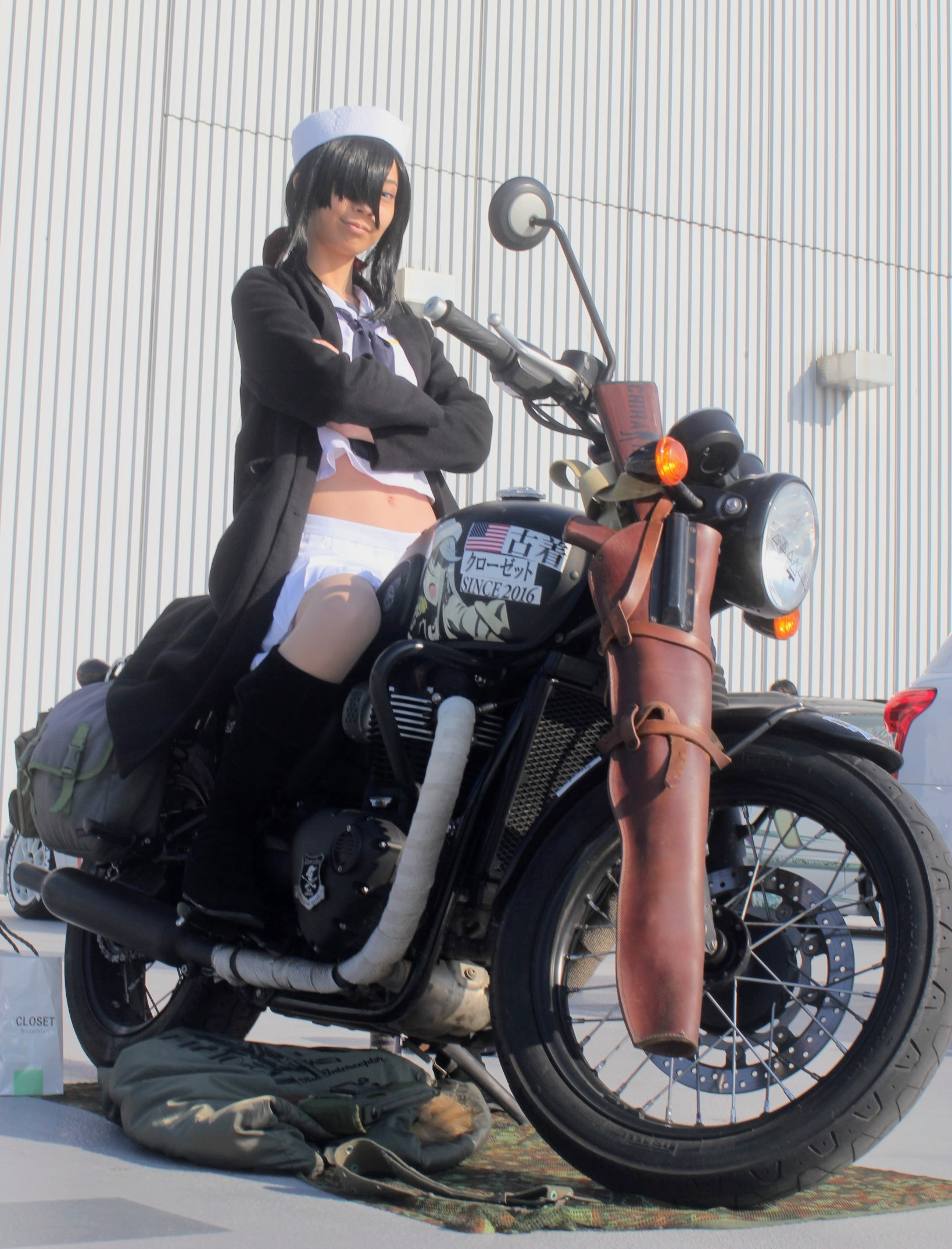
امرأة ترتدي زي شخصية من الأنمي "Girls & Panzer" ودراجة نارية عليها رسوم توضيحية من الأنمي.

مع أن فن الأنمي يُعتبر، من النواحي الثقافية، خاصًا باليابانيين إلا أنه قد لاقى رواجاً عالميًّا في العقد الأخير وخاصةً مع تطور شبكة الإنترنت التي ساهمت بشكل كبير في نقل تلك الثقافة خارج حدود اليابان، فظهرت ما تسمى بمجموعات الترجمة وهي فرق تقوم بترجمة مختلف أنواع ذلك الفن بما فيها الأفلام، المسلسلات، والأوفا (رسوم متحركة أصلية للفيديو) إلى اللغات العالمية التي تنطق بها شعوبها ومن ثم تنشرها عن طريق شبكة الإنترنت. والملاحظ أن اللغة الإنجليزية هي أكثر اللغات التي يترجم لها الأنمي.

## أصل كلمة أنمي اليابانية
كلمة أنمي مشتقة من الكلمة الإنجليزية: Animation.
إلى فترة غير بعيدة كان يُطلق على هذا الفن اسم «مانغا آئيغا» (باليابانية: 漫画映画) أو «فيلم المانغا». كانت أفلام الرسوم المتحركة آنذاك تُقتبس من المانغا (القصص المصورة اليابانية). وفي الأساس، كان اليابانيون يستعملون كلمة أنمي لكل أفلام الرسوم المتحركة العالمية بالإضافة للأفلام اليابانية.

## شهرة الأنمي
يعتبر الأنمي نوعاً فريداً من الرسوم المتحركة مشهور عالميًّا عن طريق شراء حقوق الإنتاج. سبب الشهرة الكبيرة التي حققها هذا النوع من الفن الياباني هو الجودة العالية في رسم الصور ومناسبة قصصه لجميع الأعمار، في المجتمع. غالبًا ما يتم اقتباس مسلسلات الأنمي من المانغا.
عالم الأنمي غنيًا بالأعمال الشهيرة التي حققت نجاحًا واسعًا داخل اليابان وخارجها، ومن بين أشهر الأنميات التي نالت شهرة عالمية: ون بيس الذي يُعد من أطول الأنميات وأكثرها مشاهدة، وناروتو وامتداده ناروتو شيبودن اللذان رسّخا مكانتهما كأعمال مؤثرة في جيل كامل من المتابعين، إضافة إلى هجوم العمالقة الذي حاز على إعجاب النقاد والجمهور بفضل قصته العميقة ورسومه المتقنة، وديث نوت الذي تميّز بالغموض والصراع الذهني بين شخصيتيه الرئيسيتين. كما يُعتبر دراغون بول بأنواعه المختلفة من أبرز سلاسل الأنمي الكلاسيكية التي تركت بصمة في تاريخ الأنمي، إلى جانب أنميات حديثة مثل قاتل الشياطين وجوجوتسو كايسن اللذين حظيا بشعبية هائلة بفضل جودة الرسوم والمعارك المثيرة. هذه الأعمال تمثل نماذج بارزة في تطور صناعة الأنمي وانتشاره عالميًا.

## الأنمي في العالم العربي
ففي العالم العربي يظهر جليًّا كثرة الأنميات المدبلجة ومنها: دراغون بول، ون بيس، ناروتو، المحقق كونان، القناص، سيف النار، عبقور، ساندي بل، جزيرة الكنز، مغامرات الفضاء (جريندايزر)، سانشيرو، ليدي ليدي، مازنجر زد، مغامرات عدنان، الماسة الزرقاء، رانزي المدهشة، سنان، الكابتن ماجد، الهداف، سوسن الزهرة الجميلة، زهرة الجبل، رامي الصياد الصغير، جورجي، النمر المقنع، الرمية الملتهبة، بوكيمون، أجنحة كاندام، أبطال الديجيتال، السيف القاطع، حروف السكر، بلاك كات، محققو الحيوانات، شعلة ريكا، ساموراي 7، اللعبة الكبرى، صانع السلام، عهد الاصدقاء، إينوياشا والكثير من المسلسلات المدبلجة باللغة العربية.
انتشرت الرسوم المتحركة اليابانية المترجمة بين فئات مختلفة من حيث العمر والجنس ومنتشرة بشكل أكبر لدى المراهقين حيث ترتبط سمات شخصية الأنمي مع المراهقين بكثير من الجوانب مثل التهور أو التذمر والبحث عن المغامرات العاطفية وحتى الميول الغريبة.

## أنواع الأنمي
في كل عام يتم إصدار المئات من مسلسلات وأفلام الأنمي بواسطة الشركات والاستوديوهات اليابانية، وذلك الكم الهائل من الميديا لا بد وأن يغطي معظم جوانب حياة الإنسان مثله من المسلسلات والأفلام الحية، فالأنمي قد يحمل في طياته أنواع حياة العصور الوسطى خاصة تلك المتعلقة باليابان، الكوميديا، الإثارة، الدراما، الرعب، الخيال العلمي، الحياة المدرسية، المغامرات، العنف، الصداقة، شريحة من الحياة، الميكا، الفنتازيا، الرومانسية، التاريخ، شونن.
- الأوفا، اختصار لـ Original Video Animation، يُطلق اللفظ على مسلسلات وأفلام الأنمي، التي صُنعت خصيصًا ليتم إصدارها في شكل فيديوهات منزلية، ما يميز الأوفا أن حلقاتها قليلة العدد، وغالبيتها لا تعرض على التلفاز أو دور السينما وبدلًا من عرضها على التلفاز فإنها في الأصل تُباع على هيئة (أشرطة فيديو)، إلا أنها تباع الآن على أقراص الدي في دي طول حلقة الأوفا الواحدة يختلف من أنمي لآخر، وليس هنالك قاعدة تحكم زمن الحلقة، وقد يبدأ الأنمي في الظهور على شكل أوفا أولاً، ثم بعد ذلك يحول إلى مسلسل.
- الأونا اختصار لـ Original Net Animation، هي مجموعة حلقات أو سلسلة كاملة، أحيانًا لها مانغا. لا تُعرض الحلقات على التلفاز بل يتم عرضها على الإنترنت.
- الحلقات الخاصة الحلقة الخاصة، هي حلقة أنمي تمتاز بطولها عن طول الحلقة الاعتيادية من ذاك الأنمي، وغالبًا ما تحكي قصة فرعية منه، وعلى خلاف الأوفا، فإن الحلقة الخاصة لا تصدر إلا إذا توافر لها مسلسل أنمي.

جميع تصنيفات الأنمي:
شونين،كوميديا،ميكا،أكشن،حريم،إيتشي،شوجو،جوسي،مدرسي،مغامرات،دراما،رياضة،خيال،خيال علمي،رعب،مصاصي الدماء،أطفال،لعبة،شريحة من الحياة،غموض،خارق للطبيعة،قوى خارقة،رومانسي،نفسي،عسكري،سحر،ساخر،فنون قتالية،تاريخي،شياطين،موسيقى،فضاء،شرطة،مأساة،إيسيكاي

## تقسيم الأنمي

### حسب الفئات العمرية
- الشونن: الذي يستهدف فئة الشباب وخاصة الذكور بشكل عام وشمل على أصناف أخرى كالمغامرة والتاريخي والأكشن والميكا.[12]
- الشوجو: يستهدف الشابات وخاصة الإناث بشكل عام ويضم أصناف كثيرة منها الشريحة من الحياة والدراما والرومانسية والموسيقى والطبخ.[13]
- السينن: موجه للذكور والبالغين، ولمحاكاة المحتوى مع الفئة العمرية فإنه يميل عادة للواقعية أكثر في الرسم، وعادة ما يخالطه مشاهد مخلة، وهي معتادة في هذا النوع نسبة لعمر الفئة المستهدفة، إضافة لهذا هناك الكثير من مشاهد العنف، مثال على هذا النوع مونستر.[14]
- الجوسي: موجهة للإناث والبالغات، يميل لواقعية الأحداث أكثر، ويختلف عن الشوجو في القصص، لا يتم تحويل مانغا الجوسي عادة إلى أنمي، ولكن قد يحصل هذا كما مع Usagi Drop.[15]
- أنمي ومانغا الأطفال: موجه للأطفال. تعرف أيضا بكلمة «كودومو». هذه القصص غالبا ما تكون أخلاقية، وتعلم الأطفال كيفية البقاء على الطريق الصحيح في الحياة. والمسلسلات عادة ما تكون منفردة، أو غير العرضية. أفضل مثال لهذا النوع هو أنمي عبقور.[16]

### حسب تصنيف الأنمي
- الميكا: يكون حول الآليين مثل جرانديزر.[17]
- فتاة ساحرة: وهو الأنمي الذي يحتوي على سحر أو شخصيات لديها طاقات سحرية مختلفة، مثل سيلور مون.[18]
- ياوي / شونين أي: هو أنمي للبالغين، حيث يتناول ويسرد قصص وعلاقات جنسية أو رومانسية بين الشخصيات الذكورية (المثلية الجنسية).[19]
- يوري / شوجو أي: هو مثل الياوي لكن عن علاقات حب بين الإناث. حيث تحتوي المانغا والأنمي على علاقات حميمية بين النساء كالحب والجنس (المثلية الجنسية)، [20][21] اليوري يركز على التوجه الجنسي أو التوجه الرومانسي في العلاقة، أو كليهما.
- الهنتاي: يستهدف البالغين ويكون محتواه إباحي جنسي.[22][23]
- الإيتشي: للفئات العمرية أكبر من 18 سنة ويحتوي إيحاءات جنسية ومشاهد عري، حيث يحتوي الأنمي على اللقطات غير المحتشمة كظهور الفتيات بملابس ضيقة أو شبه عارية لكن لا تحتوي على مقاطع جنسية.[24][25]
- حريم: يركز على تعدد الزوجات أو مثلث الحب للعلاقات، حيث يحكي عن حياة فتى واحد بين مجموعة من الفتيات أو فتاة بين مجموعة من الفِتيان. يمتاز بطل الرواية بأنه مُحاط بشكل شرير من قبل ثلاثة أو أكثر من الشخصيات.[26]
- شريحة من الحياة: يعكس الواقع اليومي، حيث يركز على تجارب بسيطة لشخصيات تواجه تحديات الحياة اليومية مثل الصداقات، الدراسة، والعمل. يتناول القضايا الاجتماعية والعلاقات الإنسانية بطريقة هادئة، مما يتيح للمشاهدين التفاعل مع القصص الواقعية ويثير مشاعر من الفرح والحزن.[27]

## وصلات خارجية
- أنمي على مشروع الدليل المفتوح